# ディゾット
DiesOtto（ディゾット）エンジンは、「ディーゼルエンジンの利点を取り入れつつ、ガソリンで走ると言われている」実験的自動車エンジンである。
名称は、「Diesel」と「Otto」のかばん語で、ドイツのエンジニア、ルドルフ・ディーゼルが最初に発表したディーゼルエンジンと、ニコラウス・オットーにちなんだオットーサイクル（ガソリンエンジンの発明者は、ニコラウス・オットーとアルフォンス・ボー・ド・ロシャの両名と様々に言われているが）を意味している。

## エンジンの特性と動作原理
メルセデス・ベンツによるコンセプトエンジンは、直列4気筒で排気量は1.8リットル。ピーク出力は175 kW (235 hp)以上、比出力は97 kW/L (130 hp/L)、ピークトルクは400 N⋅m、比トルクは220 N⋅m/Lとなっている。メルセデス・ベンツでは、これらの規定の最大値に到達する回転数を明示していない。
DiesOttoの特徴は以下の通りである。
- 均一予混合圧縮着火（HCCI）
- 可変バルブタイミング
- ツイン可変容量ターボチャージャー
- 可変圧縮比
- 筒内燃料直接噴射

また、スターター–オルタネーター（始動・発電機）を採用し、燃料消費量を削減している。スターター–オルタネーターは、エンジンのフライホイールの代わりとなるもので、エンジンを瞬時に始動させることができるため、信号待ちなどの不要時にはエンジンを停止させ、必要時には円滑に再始動させることができる。
低負荷時（低速から中速域）にはHCCIを使用する。一方、高負荷時には、通常のガソリンエンジン（混合気への火花点火）と同様に、直噴ガソリンエンジン、ターボチャージャー、可変バルブタイミングなどを駆使して効率を高める。この2つの動作モードは異なる圧縮比を必要とするが、これはランチェスターシャフトと同様のコンセプトで実現されており]、そのためこのエンジンにも可変圧縮比が採用されている。
Sクラスのデモカーに搭載された際の燃費は6 L/100km (47 mpg‑imp; 39 mpg‑US)以下と報告されている。しかし、どのような条件でこの燃費が得られるのかは不明である。

### 試験と実物説明
試験および実物説明ン用の車両には、ロングホイールベースのメルセデス・ベンツ・Sクラスに、火花着火から圧縮着火への移行を隠すための19 bhp (14 kW)の電気モーターが搭載されているほか、2007年フランクフルトモーターショーに出展されたメルセデス・ベンツ・F700コンセプトカーにも本エンジンが搭載されている。